# Simomylodon
Simomylodon ist eine ausgestorbene Gattung der Faultiere aus dem Verwandtschaftskreis der Mylodontidae. Sie kam im Zeitraum vom ausgehenden Oberen Miozän bis zum Ende des Pliozän vor 5,3 bis 2,8 Millionen Jahren in Südamerika vor. Das bedeutendste Fundmaterial stammt vom zentralen Altiplano in Bolivien und umfasst mehrere Schädel und Gebissreste sowie zahlreiche Teile des Bewegungsapparates. Dadurch ist das bisher dokumentierte Körperskelett das am besten bekannte und aussagekräftigste eines miozänen Vertreters der Mylodontidae. Anhand der Reste kann auf einen eher kleinen Angehörigen der Faultiergruppe geschlossen werden. Innerhalb des Schädelmaterials lassen sich eine robuste und grazile Form auseinanderhalten, die wohl mit männlichen und weiblichen Tieren in Verbindung stehen. Die im Detail teils unterschiedlichen Schädelausprägungen ermöglichen Rückschlüsse auf abweichende Verhaltensweisen. Der Bau der Gliedmaßen unterstützt eine bodenlebende Fortbewegung, die aber gelegentliches Graben oder Klettern nicht ausschließt. Die Gattung wurde im Jahr 2010 wissenschaftlich eingeführt. Momentan wird ihr eine Art zugewiesen.

## Merkmale

### Schädel- und Gebissmerkmale
Simomylodon war ein eher kleiner Vertreter der Mylodontidae, dessen Körpergewicht je nach Messmethodik schätzungsweise bei rund 228 kg oder 370 kg lag. Funde der Gattung umfassen mehrere Schädel und zusätzlich postcraniale Skelettelemente. Der Schädel war langgestreckt, Schädeldecke und Schädelbasis verliefen in Seitenansicht nahezu parallel zueinander, der vordere Abschnitt lag aber etwas tiefer als der hintere. In Aufsicht war der hintere Schädelabschnitt im Vergleich zur Gesamtlänge auffallend breit. Dies erinnert an Pleurolestodon, weicht aber von anderen Mylodonten wie Glossotherium und Paramylodon ab. Das Rostrum war kurz. Das Nasenbein zeigte kurz vor den Augenfenstern eine scharfe Einschnürung und verbreiterte sich sowohl nach vorn als auch nach hinten zunehmend. Der vordere Rand verlief weitgehend konvex. Die sich in Aufsicht nach vorn verbreiternde Schnauze ist ein typisches Kennzeichen der Mylodonten. In seitlicher Ansicht wurde die Schnauze vom Oberkiefer dominiert, der auf nahezu der gesamten Länge mit dem Nasenbein fusionierte. Der Mittelkieferknochen besaß eine V-förmige bis stärker geschwungene Gestalt. Stirn- und Scheitelbein waren flach. An den Scheitelbeinen erhoben sich leichte Temporalgrate, die parallel verliefen, sich aber nicht zu einem Scheitelkamm vereinten. Der Jochbogen war nicht geschlossen. Der vordere, am Jochbein ansetzende Bogenabschnitt bestand wie üblich bei den Faultieren aus drei Fortsätzen, einem aufsteigenden, einem horizontalen und einem absteigenden. Der größte war der aufsteigende Fortsatz, der an der Basis breit begann und in einer gerundeten Spitze endete. Der horizontale Fortsatz hatte eine dreieckige Form und traf sich mit dem langschmalen hinteren Bogenabschnitt des Schläfenbeins. Die extrem lange Form des hinteren Jochbogenabschnitts kann als untypisches Merkmal der Mylodonten aufgefasst werden. Der absteigende Fortsatz endete teilweise hakenförmig. Das Tränenbein war breit und bildete einen Teil des Orbitarandes, wobei der am Augenfenster beteiligte Abschnitt den des Gesichtes übertraf. Das Hinterhauptsbein stand senkrecht bis schräg nach hinten abfallend. Der Hinterhauptswulst war durchgehend stark entwickelt. Die Gelenke zur Artikulation mit der Halswirbelsäule standen prominent hervor und waren deutlich voneinander getrennt. An der Schädelbasis zeigten die Flügelbeine deutliche Aufblähungen. Das Gaumendach verbreiterte sich analog zum Rostrum nach vorne und besaß so eine V-förmige Gestalt.
Der Unterkiefer wurde rund 24 cm lang und war unterhalb der molarenartigen Zähne rund 5,5 cm hoch. Dadurch wirkte er kurz und gedrungen. An der Unterkante verlief der horizontale Knochenkörper nahezu gerade, ein Charakteristikum der Mylodonten. Nach vorn zog die Symphyse faultiertypisch zu einem Fortsatz aus, der bei Simomylodon kurz und breit war und in einer geraden Kante endete, vergleichbar zu Glossotherium und Lestodon, aber abweichend zu Paramylodon. Im seitlichen Profil verlief die Unterkante der Symphyse durch verschiedene Ausdellungen und Einbuchtungen irregulär. Bemerkenswert ist die variable Ausbildung der Foramina mentalia mit ein bis sechs Öffnungen, wobei Größe und Anzahl selbst bei einzelnen Individuen stark schwankte. Das Foramen mandibulae öffnete sich auf der Innenseite des Unterkiefers deutlich hinter dem letzten Zahn und unterhalb des Kronenfortsatzes. Am aufsteigenden Ast kamen alle drei Fortsätze (Kronen-, Gelenk- und Winkelfortsatz) deutlich voneinander getrennt vor. Der vordere Rand des aufsteigenden Astes überdeckte nicht den letzten molarenartigen Zahn. Das stimmt mit Paramylodon überein, weicht aber von Pleurolestodon und Mylodon ab. Der Kronenfortsatz stieg steil auf und hatte ein hakenförmiges Ende. Der Gelenkfortsatz saß etwa auf Höhe der Kauebene der Zähne, das Gelenk selbst war breiter als lang. Der Winkelfortsatz am hintersten Ende des Unterkiefers setzte sich durch seinen ausgebeulten Verlauf der Unterkante deutlich vom horizontalen Knochenkörper ab.
Das Gebiss von Simomylodon wies den für Faultiere typischen Aufbau auf. Die jeweilige obere Zahnreihe bestand aus fünf, die untere aus vier Zähnen, insgesamt waren somit 18 Zähne ausgebildet. Alle Zähne standen in Reihe mit Ausnahme des vordersten Zahns des Unterkiefers, der etwas seitlich nach außen verschoben war. Im oberen Gebiss divergierten die Reihen zueinander, im unteren waren sie eher parallel ausgerichtet. Sowohl im oberen wie auch im unteren Gebiss wies der jeweils vorderste Zahn eine eckzahnartige (caniniforme) Gestalt auf, alle anderen Zähne waren molarenartig (molariform). Das vereint Simomylodon mit den meisten Mylodonten ausgenommen etwa Mylodon, dessen vorderster Zahn in der oberen Gebissreihe reduziert war. Ein Diastema zwischen den caniniformen und den molariformen Zähnen war nicht ausgebildet, was einen Unterschied zu Lestodon mit seiner außerordentlich großen Zahnlücke darstellt. Der vordere, eckzahnartige Zahn wies einen halbkreisartigen bis dreieckigen Querschnitt auf. Er war relativ klein, was etwa mit Glossotherium und Pleurolestodon übereinstimmt, aber deutlich von Lestodon mit seinen stark vergrößerten vorderen Zähnen abweicht. Die molarenartigen Zähne hatten die für Mylodonten charakteristische ebene Kaufläche gebildet aus zwei lappartigen (bilobaten) Strukturen, die im Umriss rauten- oder T-förmig wirkten. Lediglich der vordere obere molarenartige Zahn war oval im Querschnitt. Die obere Zahnreihe war zwischen 9,0 und 10,4 cm lang, davon nahmen die  molariformen Zähne zwischen 7,5 und 8,6 cm ein. Der größte Zahn war jeweils der hinterste.

### Skelettmerkmale
Vom Körperskelett von Simomylodon sind hauptsächlich die Elemente der Vorder- und Hintergliedmaßen überliefert. Das in Aufsicht dreieckige Schulterblatt glich weitgehend dem anderer Mylodonten und besaß eine massige Schultergräte. Diese verlängerte sich bauchwärts und ging in das Acromion oder die Schulterhöhe über, das sich wiederum mit dem Rabenschnabelfortsatz (Processus coracoideus) verband. Dadurch entstand ein charakteristischer Bogen, der sogenannte „Acromiocoracoid-Bogen“, ein auffallendes Kennzeichen der Faultiere. Der Oberarmknochen maß 20,8 bis 25,8 cm in der Länge und wies einen halbkugeligen Gelenkkopf auf, an dem direkt der kleine Vorsprung (Tuberculum minus) ansaß. Der große Vorsprung (Tuberculum majus) ging an der Schaftseite in eine ausgeprägte deltopectorale Leiste über, die als Muskelansatzstelle fungierte. Sie war markanter ausgeprägt als bei Glossotherium oder Lestodon. Das untere Gelenkende kragte charakteristisch heraus, die äußere Epikondyle war aber weniger auffällig entwickelt als bei Glossotherium. Die Speiche erreichte eine Länge von 18,9 bis 20,1 cm und zeigte sich vergleichsweise kürzer und kompakter als etwa bei Paramylodon. Die Elle ist bisher nur fragmentarisch überliefert, wobei es am aussagekräftigen oberen Gelenkfortsatz, dem Olecranon, fehlt. Sie war aber vergleichsweise kurz gestaltet. Der Oberschenkelknochen wurde 30,7 bis 34,3 cm lang. Er war wie bei den meisten Bodenfaultieren brettartig flach. Sein Schaft krümmte sich leicht seitlich. An der äußeren Längskante befand sich eine aufgeraute Stelle, die den dritten Rollhügel anzeigte und stärker entwickelt war als bei Glossotherium. Der Große Rollhügel war breit und tief, aber wenig erhaben und lag so unterhalb des Gelenkkopfes. Dieser saß wiederum auf einem kurzen Hals. Mit nur 15,4 bis 18,8 cm Länge war das Schienbein nur knapp halb so lang wie der Oberschenkelknochen. Dies ist typisch für Mylodonten und ein deutlicher Gegensatz etwa zu den Megatheriidae mit ihren auffallend längeren unteren Beinabschnitten. Die Gelenkenden zeigten sich bei Simomylodon robust und breit, das obere übertraf das untere an Weite, was typisch für bodenlebende Faultiere ist. Neben dem schlanken Wadenbein war auch eine Cyamella ausgebildet, ein Sesambein von kugeliger Gestalt. Hände und Füße sind mit einzelnen Wurzelknochen, Metapodien und Phalangen überliefert. Rekonstruiert bestand die Hand aus fünf Strahlen, krallenbewehrt waren aber nur die ersten drei Finger, was anhand der entsprechenden spitzen Endglieder erkennbar ist. Diese Konfiguration tritt auch bei den späteren Mylodonten üblicherweise auf. Die Mittelhandknochen waren schlank und langgestreckt gebaut. Der dritte Mittelhandknochen erreichte bis zu 7,2 cm Länge und war in einzelnen Fällen mit dem Kopfbein verwachsen. Der zweite und erste Mittelhandknochen wurden 5,5 beziehungsweise 3,8 cm lang. Den längsten bildete der vierte mit rund 8 cm, während der äußere die Ausmaße des dritten aufwies. Vom Fuß sind bis auf das Sprung- und Fersenbein und weiteren Wurzelknochen lediglich einige wenige Mittelfußknochen dokumentiert, die ebenfalls relativ schlank und grazil wirkten.

### Osteoderme
Als einzige Faultiergruppe besaßen Mylodonten knöcherne Hauteinlagerungen, sogenannte Osteoderme, die heute nur noch bei Gürteltieren vorkommen. Bekannt ist dieses vor allem von Mylodon, Glossotherium und Paramylodon. Für Simomylodon sind ebenfalls einzelne Knochenplättchen überliefert, die zu den frühesten Nachweisen innerhalb der Mylodonten gehören. Eine größere Konkretion, die zusammen mit einem Schädel aufgefunden wurde, besteht aus mehreren rund 4 mm langen Osteodermen. Ein isoliert geborgenes Stück maß wiederum rund 17 mm im Durchmesser. Bemerkenswert ist die große Variationsbreite in den Dimensionen. Für die kompakte Ansammlung wird eine Position nahe am Kopf oder Nacken vermutet.

## Fossilfunde
Der Großteil der Fossilfunde von Simomylodon wurde im zentralen Teil des Altiplano im südwestlichen Bolivien geborgen. Die Reste verteilen sich auf mehrere Fundpunkte. Den momentan ältesten bildet ein Schädel aus Choquecota im Departamento Oruro etwa 3,5 km südwestlich der namensgebenden Ortschaft. Er lagerte im oberen Bereich der weitgehend dem Miozän angehörenden Rosa-Pata-Formation in einer Ablagerungsfolge aus rötlichen Sandsteinen rund 15 m unter einem markanten Tuffband. Dieses wiederum wird als Toba 76 bezeichnet und ist als Markerhorizont im zentralen Altiplano verbreitet. Radiometrische Datierungen geben dem Tuff ein Alter von rund 5,3 Millionen Jahren, was ihn in den Übergang vom Oberen Miozän zum Unteren Pliozän verweist. Alle andern Funde sind jünger und stammen stratigraphisch aus dem Bereich oberhalb des Toba 76-Tuffes. Sie wurden  überwiegend in der Umala-Formation aufgedeckt. Die Gesteinseinheit besteht aus sandigen bis tonigen Ablagerungen. Von Bedeutung ist hier das Fundgebiet von Ayo Ayo und Viscachani rund 70 km südlich von La Paz im gleichnamigen Departamento. Hier wiederum schließt ein weiterer Tuff, der Ayo Ayo Tuff, die Sedimentsequenz ab. Mit einem Alter von rund 2,8 Millionen Jahren entspricht er dem Oberen Pliozän. Ayo Ayo und Viscachani bilden momentan die nördlichsten Fundpunkte im bolivianischen Teil des Altiplano, sie stellen gleichzeitig den locus typicus von Simomylodon dar. Gefunden wurden hier neben einem Teilschädel verschiedenste Schädel- und Unterkieferfragmente sowie Teile des Körperskeletts. Insgesamt handelt es sich dabei um mehr als 90 Fundobjekte. Weiteres Fossilmaterial in Form von mehreren, mitunter vollständigen Schädeln kam in Pomata-Ayte, ebenfalls Departamento Oruro, sowie in Inchasi und Casira im Departamento Potosí zu Tage. Letzterer Fundort ist der südlichste des Altiplano. Die Fossilreste hier, unter anderem ein Gaumenbein, ein Unterkieferfragment und der hintere Schädel eines Jungtiers, lagerten in der Tafna-Formation. Deren genaue stratigraphische Stellung ist bisher nur wenig erforscht, sie entstand aber vermutlich ebenfalls im Übergang vom Miozän zum Pliozän. Aus dem peruanischen Teil des Altiplano stammen mehrere partiell erhaltene Schädel mit Unterkiefer sowie einige Elemente des Körperskeletts von sowohl ausgewachsenen als auch jungen Individuen. Gefunden wurden sie in des Descanso-Formation bei Yauri nordwestlich des Titicacasees. Der fossilführende Abschnitt der Gesteinseinheit kam im Oberen Pliozän zur Ablagerung.
Abseits der Fundprovinz im Altiplano könnte ein Unterkieferfragment aus Arenas Blancas am Unterlauf des Arroyo Chasicó rund 10 km nördlich der Laguna Chasicó im Süden der argentinischen Provinz Buenos Aires ebenfalls zu Simomylodon gezählt werden. Das rund 11 cm lange Fundstück fand sich in der Arroyo Chasicó-Formation, die allgemein in das Obere Miozän datiert.

## Paläobiologie

### Geschlechtsdimorphismus und morphofunktionelle Unterschiede
Es lassen sich bei Simomylodon bezüglich der Schädel- und Unterkiefermorphologie zwei Typen unterscheiden: eine robuste und eine grazile Form. Die robusten Schädel zeichnen sich durch ein im Vergleich zur Gesamtlänge breiteres Rostrum aus. Im Detail besitzen sie auch einen eher gebogenen Mittelkieferknochen und einen kurzen und breiten Gaumen. Die grazilen Schädel weisen hingegen deutlicher V-förmige Mittelkieferknochen und langschmale Gaumen auf. Weitere Abweichungen finden sich im hinteren Schädel mit einem weitgehend senkrechten Hinterhauptsbein bei den kräftigen und einem schräg nach hinten verlaufenden bei den schlanken Typen. Bei letzteren treten dadurch die Hinterhauptsgelenke deutlicher hervor als bei ersteren, deren Kondylen hier stärker am Schädel angelehnt sind. Am Unterkiefer haben robuste Formen einen deutlich tieferen horizontalen Knochenkörper als im Vergleich die grazilen. Ähnliche Differenzen lassen sich zusätzlich am postcranialen Skelett feststellen. In der Regel können solche markanten morphologischen Unterschiede als Ausdruck eines Geschlechtsdimorphismus angesehen werden, wobei bei Säugetieren die kräftigeren Typen mit männlichen, die schlankeren mit weiblichen Tieren in Verbindung stehen.
Möglicherweise führten die beiden Morphotypen auch zu unterschiedlichen Verhaltensweisen. Für ausgestorbene Faultiere ist in Hinblick auf die Nahrungsaufnahme die Schnauzenbreite ein wichtiger Indikator. So können Formen mit breiten Schnauzen als eher grasfressend eingestuft werden, solche mit spitzten Schnauzen waren dagegen wohl auf weiche Blatt- oder gemischte Pflanzenkost spezialisiert. Männliche Tiere haben häufig ein energetisch aufwendigeres Leben und benötigen so hohe Nahrungsmengen, weibliche Tiere bevorzugen zur Versorgung des Nachwuchses höherwertige Kost. Bei Simomylodon könnten die robusteren, breitschnauzigen Schädel der männlichen und die grazileren, schmalschnauzigen der weiblichen derartige Unterschiede widerspiegeln. Hinweise darauf ergeben sich auch aus dem hinteren Schädelabschnitt. Durch die senkrechte Stellung des Hinterhauptes hielten die männlichen Individuen den Schädel eher tief, was auf eine grasbasierte Ernährung hinweist. Das schräge Hinterhaupt der weiblichen Tiere befürwortet eine höhere Kopfhaltung und somit eine stärker blattreiche Nahrung. Unterschiedliche Nahrungspräferenzen können auch auf eine abweichende Raumnutzung hinweisen. Grasspezialisten tendieren zu größeren Aktionsräumen mit weitschweifigeren Wanderungsbewegungen als Tiere mit Bevorzugung weicher Pflanzenkost. Auch dies ist für Simomylodon durchaus annehmbar.

### Fortbewegung
Das postcraniale Skelett von Simomylodon ist das bisher am besten überlieferte eines miozänen Mylodonten. Es zeigt zahlreiche Übereinstimmungen mit späteren Vertretern der Gruppe wie Glossotherium und Paramylodon. Im Vergleich zu diesen riesigen Formen lässt es aber einige spezielle Anpassungen missen, was weitgehend dem geringeren Körpergewicht geschuldet ist. Die Proportion der Gliedmaßen unterstützen eine bodenbewohnende Fortbewegung ohne bestimmte Spezialisationen. Ähnlich wie bei späteren Vertretern der Mylodonten lag der Körperschwerpunkt sehr weit hinten, so dass die hauptsächlich antreibende Kraft beim Laufen von den Hinterbeinen ausging. Die Gestaltung des Oberschenkelknochens mit einem niedrigen und wenig nach vorn ragenden Großen Rollhügel verweist auf eine vergleichsweise große Bewegungsfreiheit des Hinterbeins. Gleichzeitig waren dadurch die Gesäßmuskeln (Musculus gluteus) kräftig entwickelt. Diese sorgten wiederum für eine große Hebelwirkung beim Anwinkeln des Beines bei der Fortbewegung, gleichzeitig führte dies aber auch zu einer Kraftminderung bei der Beinstreckung. Das untere Gelenkende des Oberschenkelknochens ist breit, die Gelenkrollen sind seitlich weiter als tief in Längsrichtung. Dies ist bei heutigen Tieren ein Indikator für Sohlengänger, bei dem das Kniegelenk stärker durchgedrückt ist. Wie bei anderen Mylodonten auch zeichnen sich die unteren Abschnitte der Hinterbeine durch ihre markanten Kürzungen gegenüber den oberen aus, erkennbar daran, dass das Schienbein nur rund die Hälfte der Länge des Oberschenkelknochens aufweist. Kurze untere Gliedmaßenabschnitte sind in der Regel ein Anzeichen für eine langsame Fortbewegung.
Die generell kräftige Muskulatur, die durch die gut entwickelten Gelenke angezeigt wird, lassen neben der Fortbewegung am Boden jedoch nicht ausschließen, dass Simomylodon gelegentlich an Baumstämmen kletterte, ähnlich wie es bei einigen Bären bekannt ist, oder felsiges Gelände nutzte. Das vermutete Körpergewicht ist aber zu hoch, um eine spezielle baumbewohnende (arborikole) Lebensweise zu befürworten. Auch kann eine teilweise grabende Tätigkeit nicht ausgeschlossen werden wie es etwa auch für Glossotherium diskutiert wird. Der weit nach hinten verlagerte Körperschwerpunkt mit den Hinterbeinen als Hauptantrieb bei der Fortbewegung ermöglichten so den Vorderbeinen weitere Funktionen zu übernehmen.

## Systematik
Simomylodon ist eine ausgestorbene Gattung aus der ebenfalls erloschenen Familie der Mylodontidae. Die Mylodontidae bilden einen Zweig innerhalb der Unterordnung der Faultiere (Folivora). Sie werden häufig gemeinsam mit den Orophodontidae und den Scelidotheriidae zur Überfamilie der Mylodontoidea verwiesen (allerdings gelten die Scelidotheriidae und die Orophodontidae teilweise auch nur als Unterfamilie der Mylodontidae). In einer klassischen, auf skelettanatomischen Merkmalen beruhenden Systematik repräsentieren die Mylodontoidea neben den Megatherioidea eine der zwei großen Entwicklungslinien der Faultiere. Nach molekulargenetischen Analysen und Proteinuntersuchungen kann mit den Megalocnoidea zusätzlich noch eine dritte große Linien unterschieden werden. Nach letzteren beiden Analyseverfahren schließen die Mylodontoidea mit den Zweifinger-Faultieren (Choloepus) auch eine der zwei heute noch bestehenden Faultiergattungen ein. Die Mylodontidae sind eine der vielfältigsten Gruppen innerhalb der Faultiere. Als kennzeichnende Merkmale können die hochkronigen Zähne mit ihren, abweichend von denen der Megatherioidea und der Megalocnoidea, eher flachen (lobaten) Kauflächen herausgestellt werden. Diese besondere Zahnstruktur wird häufig mit einer stärkeren Anpassung an grashaltige Nahrung in Verbindung gebracht. Die hinteren Zähne haben einen runden, ovalen oder komplexeren Querschnitt und entsprechen molarenartigen Zähnen, die jeweils vordersten sind eckzahnartig gestaltet. Der Hinterfuß ist zudem deutlich gedreht, sodass die Sohle nach innen zeigt. Die Mylodonten lassen sich bereits erstmals im Oligozän nachweisen, zu den frühesten Formen zählt Paroctodontotherium aus Salla-Luribay in Bolivien.
Die innere Gliederung der Mylodontidae ist komplex und gegenwärtig in Diskussion. Zu den weitgehend anerkannten Gruppen zählen die späten Entwicklungslinien der Mylodontinae mit Mylodon als Typusform und der Lestodontinae, deren Charakterform Lestodon darstellt (auf tribaler Ebene auch Mylodontini und Lestodontini genannt). In letztere Gruppe werden teilweise auch Paramylodon und Glossotherium eingeordnet. Die Untergliederung der terminalen Formen der Mylodonten in die Lestodontinae und Mylodontinae erhielt eine Bestätigung in einer der bis dahin umfangreichsten Studien zur Stammesgeschichte der Faultiere aus dem Jahr 2004, die auf Schädelmerkmalen beruht, sie fand nachfolgend mehrfach Untermauerung. Eine spätere Analyse aus dem Jahr 2019 zweifelt die Integrität der beiden Linien jedoch wieder an. Dem gegenüber unterstützt eine im gleichen Jahr vorgestellte höherauflösende Arbeit zur Phylogenese der Mylodonten die Zweigliederung der terminalen Vertreter. Als ein bedeutender Unterschied zwischen den Mylodontinae und Lestodontinae lässt sich die Ausprägung der eckzahnartigen vorderen Zähne heranziehen, da diese bei letzteren groß und durch ein langes Diastema von den hinteren Zähnen getrennt sind, bei ersteren aber nur kleine Ausmaße erreichen oder teilweise reduziert sind und dichter an den molarenartigen Zähnen anstehen. Es wurden in der Vergangenheit noch zahlreiche weitere Unterfamilien aufgestellt, so beispielsweise die Nematheriinae für Vertreter aus dem Unteren Miozän oder die Octomylodontinae für alle Basalformen. Je nach Bearbeiter variiert aber ihre jeweilige Anerkennung. Eine weitere Gruppe findet sich mit den Urumacotheriinae, deren Einführung in das Jahr 2004 zurückreicht. Ihr Grundbestand bilden die spätmiozänen Vertreter des nördlichen Südamerikas. Prinzipiell mahnen die meisten Forscher eine Revision für die gesamte Familie an, da zahlreiche der höheren taxonomischen Einheiten keine formale Diagnose besitzen. Simomylodon gilt in der Regel als nahe verwandt mit Pleurolestodon, das wiederum zahlreichen stammesgeschichtlichen Untersuchungen zufolge engere Beziehungen zu Glossotherium und Paramylodon aufweist. Teilweise wird  Simomylodon auch in ein eher basales Umfald innerhalb der Mylodontinae verwiesen.
Die wissenschaftliche Erstbeschreibung von Simomylodon erfolgte im Jahr 2010 durch Pierre-Antoine Saint-André und Forscherkollegen. Als Basis diente das Fundmaterial der Fundstellen Ayo Ayo und Viscachani im bolivianischen Departamento La Paz, zusätzlich auch jenes aus Pomata-Ayte im Departamento Oruro, wobei Viscachani als Typlokalität gilt. Der Holotyp (Exemplarnummer GB 078) besteht aus einem vorderen Teilschädel, dem die Zähne fehlen. Der Gattungsname Simomylodon leitet sich einerseits vom griechischen Wort σίμός für „stumpfnasig“ her und bezieht sich auf die teils stumpfe Ausprägung des Mittelkieferknochens, andererseits verweist er auf die Gattung Mylodon, die sich damaliger Meinung der Erstautoren von Simomylodon herleiten ließe. Als einzige Art benannten Saint-André und Kollegen Simomylodon uccasamamensis. Das Artepitheton hat seinen Ursprung im Sanskrit (ucca für „hoch“ und samam für „Ebene“ oder „Weite“) und ist eine Referenz auf die Fundregion im Altiplano (spanisch für „Hochebene“). Den Artnamen uccasamamensis hatte Saint-André bereits 1994 in einer abgewandelten Form (uccasamamense) in seiner unpublizierten Graduiertenarbeit in Zusammenhang mit „Simotherium“ erwähnt.
Im selben Aufsatz, der die Erstbeschreibung zu Simomylodon enthielt, etablierten Saint-André und sein Forscherteam die neue, zur Gattung Pleurolestodon gestellte Art P. dalenzae anhand eines vollständigen Schädels aus Choquecota im bolivianischen Departamento Oruro. Ebenso wie uccasamamense hatte Saint-André den Artnamen dalenzae bereits 1994 in seiner Doktorschrift verwendet, ihn aber mit „Glossotheriscum“ verbunden. Aufgrund zahlreicher Neufunde, die keinerlei Unterschiede zu Simomylodon erkennen ließen, synonymisierte im Jahr 2019 ein Wissenschaftlerteam um Alberto Boscaini Pleurolestodon dalenzae mit Simomylodon uccasamamensis. Letztere Art ist demzufolge die bisher einzige anerkannte innerhalb der Gattung Simomylodon. Anderes Fossilmaterial, wie etwa einzelne Unterkiefer aus Inchasi im Departamento Oruro, wurde zuvor zu anderen Gattungen der Mylodonten verwiesen, etwa zu Glossotheridium.